# Allium parvum
Allium parvum — вид трав'янистих рослин родини амарилісові (Amaryllidaceae), ендемік заходу США.

## Опис
Цибулин 1–5+, від яйцюватих до кулястих, 1–2 × 0.7–2 см; зовнішні оболонки містять 1 або більше цибулин, від сірих до сірувато-коричневих, перетинчасті; внутрішні оболонки білі або рожеві. Листки, як правило, опадають зі стеблиною, в'януть від кінчика в період цвітіння, 2; листові пластини плоскі, 8–15 см × 2–8 мм, краї цілі. Стеблина зазвичай утворює розламний шар, опадає після дозрівання насіння, одиночна, прямостійна, сплющена, часто ± крилата дистально, або, у менших зразках, ± циліндрична, 3–12 см × 0.5–2 мм. Зонтик стійкий, прямостійний, компактний, 5–30-квітковий, від півсферичного до конічного, цибулинки невідомі. Квіти вузько-дзвінчасті, 6–9 мм; листочки оцвітини прямостійні, розлогі до кінчиків, білі або з відтінком рожевого забарвлення, з широкими, темними, червонувато-пурпуровими або коричневими серединними жилками, від довгастих до еліптичних, неоднакові, зовнішні довші й ширші ніж внутрішні, краї цілі, верхівки тупі до ± гострих. Пиляки пурпурові або жовті; пилок жовтий. Насіннєвий покрив тьмяний. 2n = 14.
Період цвітіння: кінець квітня — червень.

## Поширення
Ендемік штатів Каліфорнія, Айдахо, Невада, Орегон, Юта, США.
Населяє скелясті, глинисті схили; 1200—2800 м.